# Corymorpha intermedia
Corymorpha intermedia är en nässeldjursart som beskrevs av Peter Schuchert 1996. Corymorpha intermedia ingår i släktet Corymorpha och familjen Corymorphidae. Inga underarter finns listade i Catalogue of Life.